# Sonny Red
Sylvester Kyner Jr., più conosciuto come Sonny Red (Detroit, 17 dicembre 1932 – 20 marzo 1981), è stato un sassofonista statunitense.

## Discografia

### Solista
- 1959 - Two Altos (Regent), con Art Pepper
- 1960 - Out of the Blue (Blue Note)
- 1960 - Breezing (Jazzland)
- 1961 - A Story Tale (Jazzland), con Clifford Jordan
- 1961 - The Mode (Jazzland), con Grant Green e Barry Harris
- 1962 - Images (Jazzland), con Blue Mitchell e Grant Green
- 1971 - Sonny Red (Mainstream Records)

### Turnista
Con Donald Byrd
- 1967 - Mustang!
- 1967 - Blackjack
- 1967 - Slow Drag
- 1967 - The Creeper

Con Curtis Fuller
- 1957 - New Trombone (Prestige)
- 1957 - Curtis Fuller with Red Garland (New Jazz)
- 1957 - Jazz ...It's Magic! (Regent)

Con Bill Hardman
- Bill Hardman
- Saying Something

Con Yusef Lateef
- 1968 - The Blue Yusef Lateef (Atlantic)

Con Paul Quinichette
- 1957 - On the Sunny Side (Prestige)

Con Bobby Timmons
- 1964 - Live at the Connecticut Jazz Party (Early Bird Records)

Con Frank Wess
- 1957 - Jazz Is Busting Out All Over